# Bobrovec
Bobrovec este o comună slovacă, aflată în districtul Liptovský Mikuláš din regiunea Žilina, pe malul râului Jalovčanka⁠(d). Localitatea se află la altitudinea de 635 m deasupra n.m., se întinde pe o suprafață de 31,13 km2 și în 2017 număra 1.919 locuitori. Se învecinează cu comuna Liptovský Mikuláš.

## Istoric
Localitatea Bobrovec este atestată documentar din 1231.

## Demografie
| An:                | 1994 | 2004   | 2014   | 2024   |
| ------------------ | ---- | ------ | ------ | ------ |
| Număr de persoane: | 1811 | 1783   | 1873   | 1984   |
| Diferență:         |      | −1,54% | +5,04% | +5,92% |

| An:                | 2023 | 2024   |
| ------------------ | ---- | ------ |
| Număr de persoane: | 1996 | 1984   |
| Diferență:         |      | −0,60% |